# Bandera de Jordania

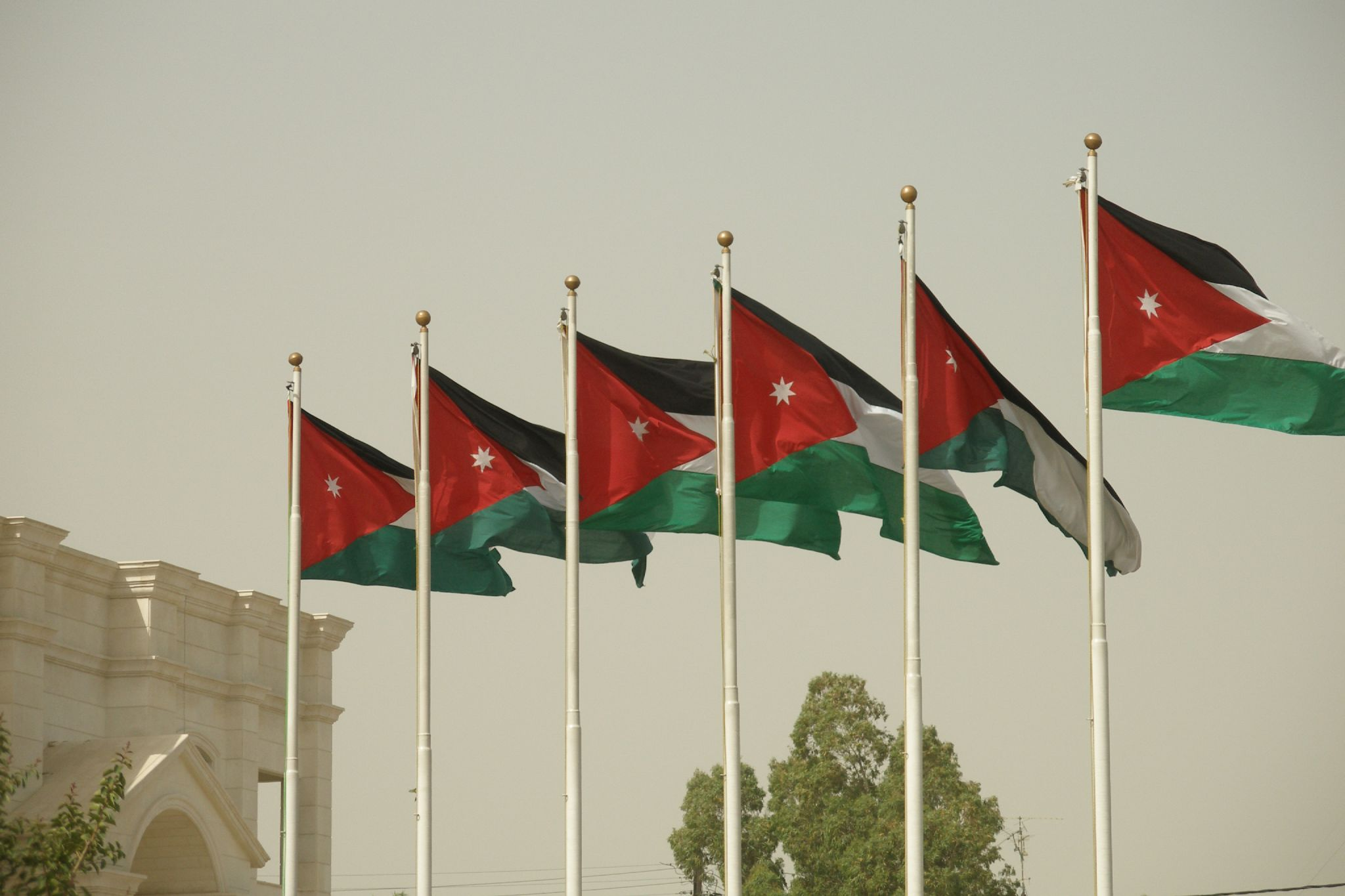
Banderas de Jordania en Amán

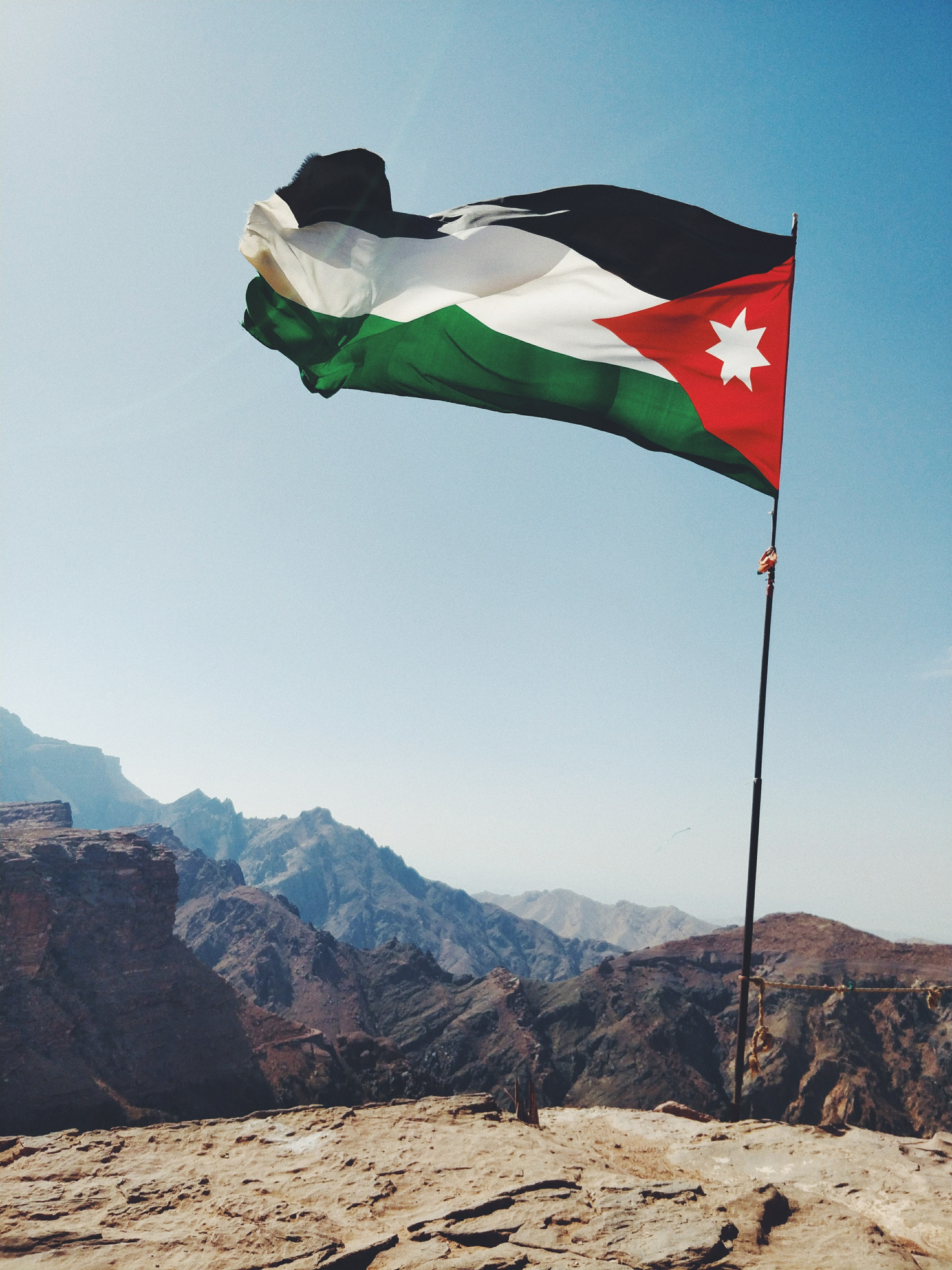
Bandera jordana

La bandera de Jordania, adoptada oficialmente el 16 de abril de 1928, está basada en la bandera de 1916 de la Rebelión árabe contra el Imperio otomano durante la Primera Guerra Mundial. La bandera consta de franjas horizontales negras, blancas y verdes que están conectadas por un chevrón rojo. Los colores son los colores panárabes, que representan respectivamente el abasí (banda negra), el omeya (banda blanca) y el fatimí o el rashidun (banda verde). El galón rojo representa la dinastía hachemita y la rebelión árabe.

## Características
Además de las bandas y el galón, en el lado del asta del galón rojo se encuentra una estrella blanca de siete puntas. La estrella representa la unidad del pueblo árabe; sus siete puntas hacen referencia a los siete versículos de Al-Fátiha, así como a las siete colinas sobre las que se construyó Amán.

Primera bandera (1921-1928)
Segunda bandera (1928-1939)

### Colores
| Bandera de Jordania | Rojo       | Blanco      | Verde       | Negro     |
| ------------------- | ---------- | ----------- | ----------- | --------- |
| RGB                 | 206/17/38  | 255/255/255 | 0/122/61    | 0/0/0     |
| Hexadecimal         | #ce1126    | #FFFFFF     | #007a3d     | #000000   |
| CMYK                | 0/92/82/19 | 0/0/0/0     | 100/0/50/52 | 0/0/0/100 |